# Aménagement Robert-Bourassa
Pour les articles homonymes, voir Robert Bourassa et Bourassa.
L'aménagement Robert-Bourassa est un complexe hydroélectrique  sur la Grande Rivière, un fleuve de la Jamésie, dans le Nord-du-Québec. Construit en deux étapes dans le cadre du projet de la Baie-James, entre 1973 et 1992, l'aménagement comprend un réservoir, un barrage principal, 29 digues, un évacuateur de crues et deux centrales hydroélectriques. Les centrales Robert-Bourassa (5 616 MW) et La Grande-2-A (2 106 MW) ont une puissance installée totale de 7 722 MW. Il est situé à 5 km de la localité de Radisson, au Québec.
Avant 1996, l'aménagement Robert-Bourassa était connu sous le nom de La Grande-2 (LG-2). Le barrage, la centrale et le réservoir ont été renommés par décret du gouvernement québécois le 16 octobre 1996, en l'honneur de l'ancien premier ministre du Québec Robert Bourassa, surnommé le « père de la Baie-James ».
La première phase des travaux de construction du complexe s'est échelonnée de 1973 à 1981. La centrale La Grande-2-A a été construite sur le site entre 1987 et 1992. À la pointe des travaux en 1977, le chantier de La Grande-2 employait plus de 6 000 travailleurs.
Avec ses 22 groupes turbines-alternateurs, l'aménagement compte pour plus de 20 % de toute la puissance installée d'Hydro-Québec en 2010. La production d'énergie annuelle des deux centrales était estimée à 37,4 TWh en 1996 à laquelle s'ajoute la plus grande partie des gains de production de 5,3 TWh découlant des volumes d'eau supplémentaires turbinés aux centrales Robert-Bourassa, La Grande-2-A et La Grande-1 depuis la mise en service de la dérivation partielle de la rivière Rupert, le 7 novembre 2009.

## Contexte

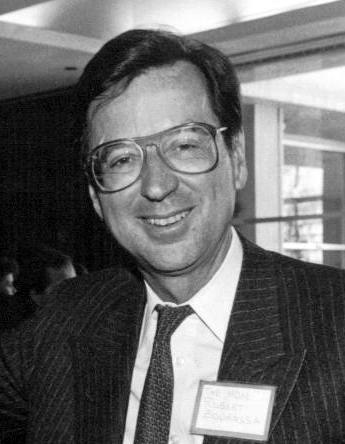
Robert Bourassa

L'aménagement hydroélectrique Robert-Bourassa est situé dans la municipalité de Eeyou Istchee Baie-James, dans la région administrative du Nord-du-Québec. Le complexe est à proximité de la localité de Radisson à environ 1 000 kilomètres à vol d'oiseau de Montréal (1 400 kilomètres par la route) et à 1 000 kilomètres de l'extrémité nord du Québec. Le barrage est situé au kilomètre 117 de La Grande Rivière, à l'est de la baie James.
Le travail de conception de la première centrale, du barrage et du réservoir a été amorcé en octobre 1970, lorsque la firme d'ingénieurs Rousseau, Sauvé, Warren (RSW) de Montréal reçoit le mandat de préparer une étude de faisabilité d'un complexe hydroélectrique sur La Grande Rivière. Une autre firme, Asselin, Benoît, Boucher, Ducharme et Lapointe (ABBDL) reçoit un mandat semblable pour le développement d'un complexe sur les systèmes hydrographiques des rivières Nottaway, Broadback et Rupert (NBR), à 400 km au sud. Le projet de La Grande était parrainé par un des associés de RSW, l'ingénieur François Rousseau, un ancien d'Hydro-Québec.
Lorsque Robert Bourassa annonce la construction du projet de la Baie-James, le 29 avril 1971, le premier ministre prend bien soin de ne pas préciser les rivières sur lesquelles le complexe serait érigé. La décision finale de construire le complexe sur La Grande Rivière a été prise en mai 1972, une fois que les ingénieurs eurent déterminé que les coûts actualisés de NBR seraient plus élevés en raison de la présence de sols argileux plutôt qu'une solide assise de roc, comme à La Grande.
Dans une entrevue accordée en 2009, un associé de Rousseau, J. C. Roger Warren, explique que plus au sud [de La Grande Rivière], c'était « de la glaise lacustre et marine. [...] Ça posait de sérieux problèmes de fondation. » L'option La Grande avait aussi pour avantages de limiter les impacts sur les activités de chasse et de pêche des autochtones, sur la forêt boréale, en plus de réduire la superficie à ennoyer.

## Géographie

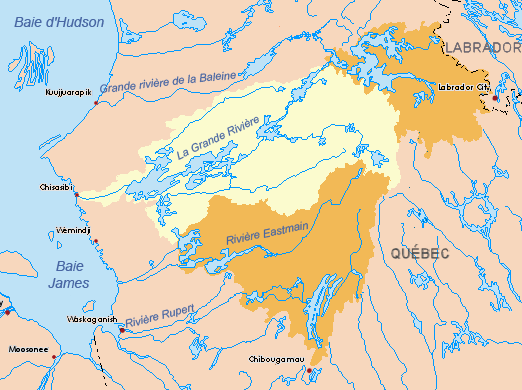
Le bassin versant de La Grande Rivière. En orange, les deux grandes dérivations réalisées dans le cadre du projet de la Baie-James. Au nord-est, les travaux de dérivation de la rivière Caniapiscau; au sud, la dérivation EOL (Eastmain, Opinaca, La Grande), qui alimente directement le réservoir Robert-Bourassa.

L'aménagement hydroélectrique est construit à la limite ouest d'un plateau et de la plaine côtière de la baie James sur la Grande Rivière, le principal fleuve du Moyen-Nord québécois. Avant même les interventions humaines qui s'y dérouleront à compter des années 1970, la Grande était le quatrième cours d'eau en importance au Québec, après le fleuve Saint-Laurent et les rivières Koksoak, au Nunavik, et Saguenay. Il est situé dans une région pratiquement inhabitée au nord du 53e degré de latitude Nord.
Le territoire sur lequel est érigé le complexe hydroélectrique fait partie de la province géologique du Supérieur, une région du bouclier canadien qui couvre le tiers du territoire du Québec. Cette formation datant de l'Archéen, il y a plus de 2,5 milliards d'années, est caractérisée essentiellement par un « roc blanc et rose à forte dominance granitique ». Le mort-terrain qui recouvre le socle rocheux est d'origine glaciaire. Il est constitué de moraine et de dépôts d'alluvions.
Le réservoir s'étend à l'est du barrage à une altitude de 180 m. L'alignement général est-ouest du système de drainage résulte de la direction générale des glaciers au Pléistocène.
Le climat de la région est de type continental froid ; les saisons sont fortement contrastées. Les températures moyennes atteignent 14 °C en juillet et −23 °C en janvier. La région du complexe La Grande enregistre des précipitations annuelles moyennes de 765 mm, dont le tiers sous forme de neige.
L'aménagement est situé dans une zone de taïga. Les essences les plus courantes de cette forêt clairsemée sont l'épinette noire, le pin gris et le mélèze. Les arbres ont un diamètre de 10 à 15 cm, ce qui rend cette forêt impropre à une exploitation commerciale.
La localité la plus proche du site, Radisson, a été fondée en 1974 afin de loger les familles des cadres et des entrepreneurs chargés de la construction du complexe hydroélectrique. Plus à l'ouest, le village cri de Chisasibi, fondé en 1980, est situé à l'embouchure du fleuve, environ 90 km à l'ouest. La première nation crie vivait à Fort George, sur une île exposée aux crues de la rivière à l'état naturel. En vertu de la Convention de Chisasibi, il a été convenu de déplacer les 2 300 habitants du village dans un endroit moins exposé sur la terre ferme.

## Ouvrages

### Route

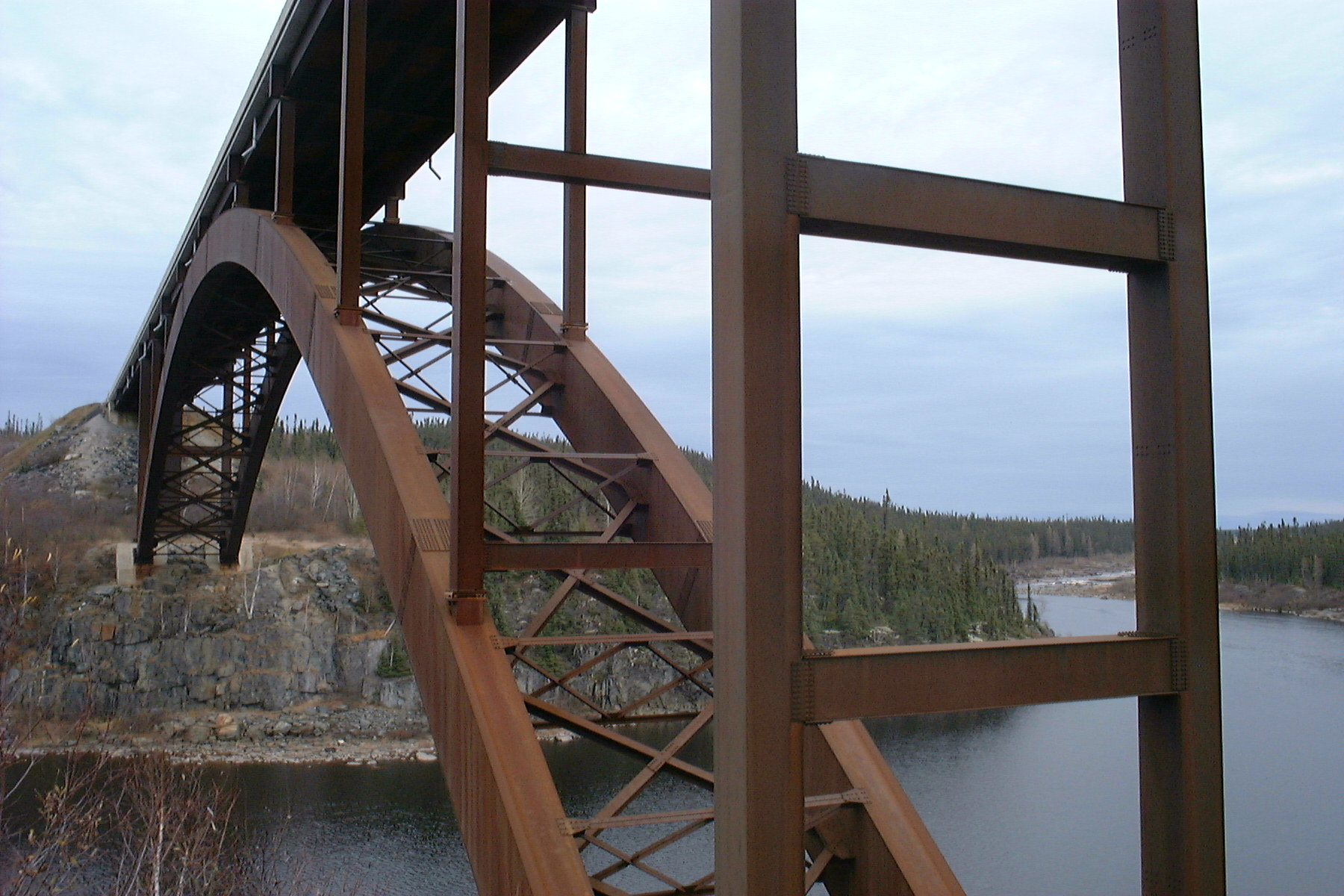
D'une longueur de 274 m, le pont de la rivière Eastmain est l'un des 12 ponts construits de 1972 à 1974 pour relier le chantier au sud du Québec.

Le premier jalon de la construction de la centrale La Grande-2 a été posé en juin 1971 dans la petite ville minière de Matagami, située à 630 km au sud de la Grande Rivière. La firme d'ingénieurs Desjardins, Sauriol et Associés reçoit le mandat de construire une route carrossable vers le site de la future centrale et ensuite vers la baie James, au village de Fort George. Le délai imparti est particulièrement court : 450 milles (750 km) en 450 jours.
Le maître d'œuvre doit d'abord déployer des équipes d'arpenteurs et de bûcherons afin de délimiter le tracé de la route permanente. Ces quelques centaines d'hommes seront déployés au milieu de la forêt boréale  en hydravion ou en hélicoptère. Ils devront d'abord aménager des campements de fortune avant de se mettre au travail. Les conditions de vie des travailleurs, qui passent des périodes de 45 à 60 jours dans le bois, sont difficiles. Selon la saison, ils doivent affronter la présence des mouches noires ou le froid intense. Malgré les salaires, « il faut engager en gros 1 500 hommes pour en avoir 500 sur le terrain ».
Parallèlement à ce tracé, une route de glace est construite pour déplacer les équipements et le matériel nécessaire vers le nord. Le projet atteint son premier objectif avec la mise en service, le 11 février 1972, d'un pont de glace de 555 m qui traverse la rivière Rupert.
La route temporaire atteint la Grande Rivière en décembre 1972 et permet de répondre aux besoins logistiques minimaux nécessaires pour commencer les travaux ainsi que la construction des infrastructures nécessaires afin de loger et de nourrir les milliers de travailleurs qui se succéderont au cours des dix prochaines années. La route permanente, temporairement recouverte de gravier, sera officiellement ouverte le 20 octobre 1974. L'ensemble des travaux a coûté 348 millions $. Elle sera complètement asphaltée au cours des années 1975 et 1976.

### Dérivation provisoire
La première étape de la construction de l'aménagement consiste à détourner temporairement le flot de la rivière afin de travailler à sec, tout en respectant des critères de conception qui minimisent autant que possible le coût de construction. Deux galeries de dérivation sont percées dans le massif rocheux sur la rive gauche. Elles ont été mises en service le 27 avril 1975 et ont détourné le cours de la rivière pendant trois ans et demi.
Les deux galeries sont aménagées parallèlement à la rivière. Larges de 14,8 m et hautes de 18 m, les galeries sont longues de 730 m (Nord) et de 830 m (Sud). Elles ont été conçues en fonction d'un débit de 7 500 m3/s, dont la récurrence avait été estimée à 65 ans.
Selon l'échéancier initial du projet, qui prévoyait la mise en service des premiers groupes le 15 février 1980, la galerie de dérivation Sud devait être fermée en novembre 1978, au moment de l'étiage d'hiver. Toutefois, le devancement de 60 jours de l'échéancier a requis le renforcement de la galerie de dérivation Sud, afin qu'elle puisse résister à la crue d'automne.
Le contrôle du débit amont jusqu'à 2 300 m3/s s'effectue par le seuil d'entrée de l'ouvrage, à la cote 38 m. Le calage des galeries amont (30 m) et aval (23 m) permet un écoulement en charge pouvant atteindre des débits supérieurs à 3 700 m3/s. Le débit de conception de 3 100 m3/s a été testé sur un modèle réduit à l'échelle 1 :100.

### Barrage principal et digues

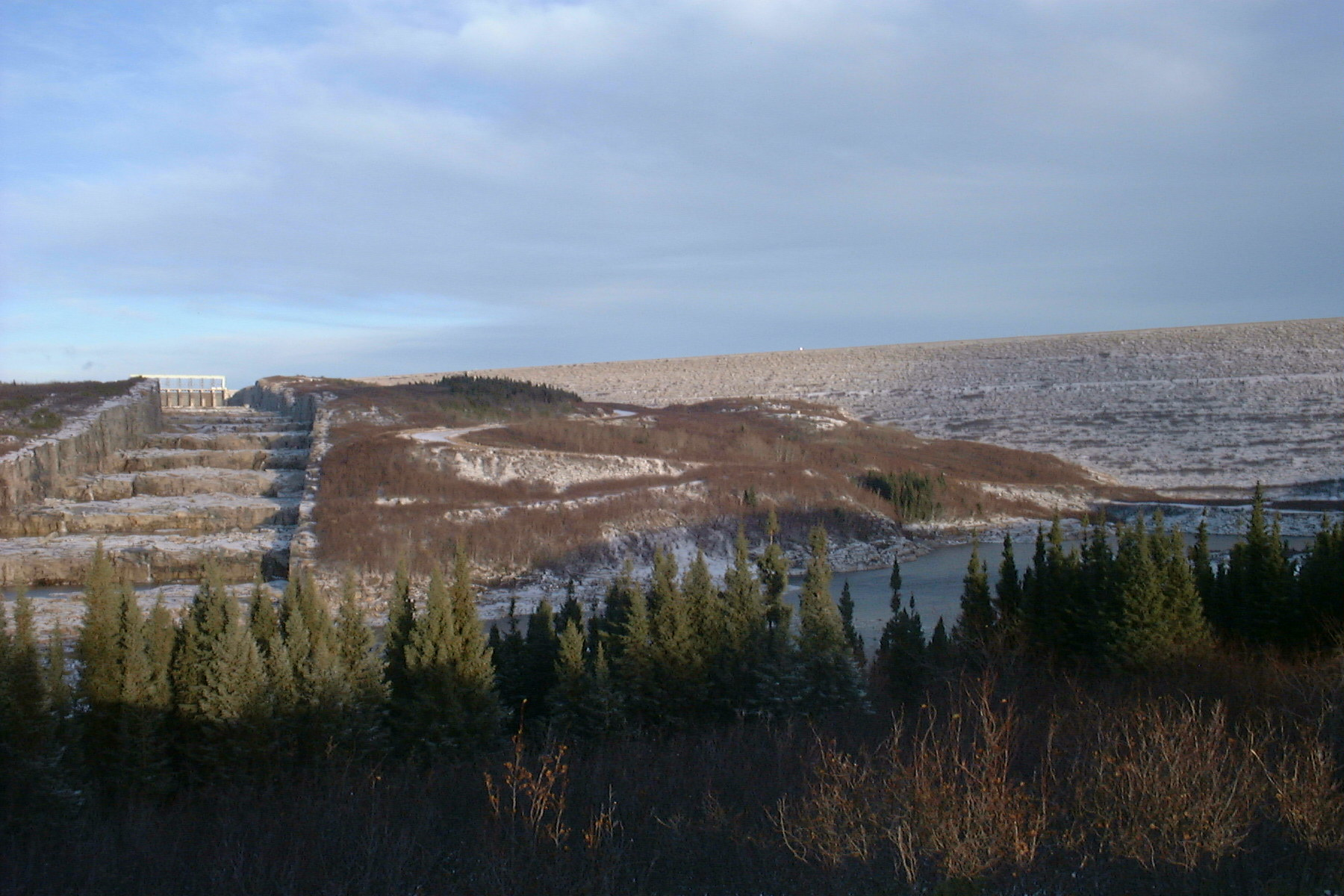
L'évacuateur de crues et le barrage principal

Le barrage Robert-Bourassa est situé à 117,5 km de l'embouchure de la rivière La Grande, dans la zone de transition entre le plateau et la plaine côtière. Il atteint une hauteur maximale de 162 m et s'étire sur 2 836 m. Le choix des matériaux utilisés pour la construction des ouvrages en remblais est déterminé par la disponibilité locale des matériaux. Tous les ouvrages sont constitués d'un cœur formé de moraine, un matériau imperméable disponible en grande quantité dans un rayon de 10 km du site.
Dans le cas du barrage principal, construit dans la partie la plus étroite de la vallée, on a envisagé la construction d'un barrage en enrochement avec parement en béton en amont. Cependant, les concepteurs ont plutôt opté pour une solution plus conventionnelle avec un noyau en moraine, notamment en raison du coût inférieur du concept et parce qu'il serait impossible de vidanger le réservoir pour inspecter le parement amont. Le noyau est faiblement incliné vers l'amont afin d'en augmenter la résistance. Il est protégé par une couche de matériaux granulaires et supporté par des épaulements en enrochement.
Pas moins de 29 digues de dimensions variées ferment le réservoir au niveau d'exploitation maximal de 175,3 m. Elles sont organisées en trois groupes : les digues D-1 à D-4 sont situées au nord de la rivière avec l'évacuateur de crues. Les digues D-5 à D-14, dites du bief amont, ont été construites sur la rive sud avec les prises d'eau des centrales. Les 13 digues du troisième groupe, surnommées les digues Duncan (D-17 à D-27), sont situées une trentaine de kilomètres au sud du complexe. 

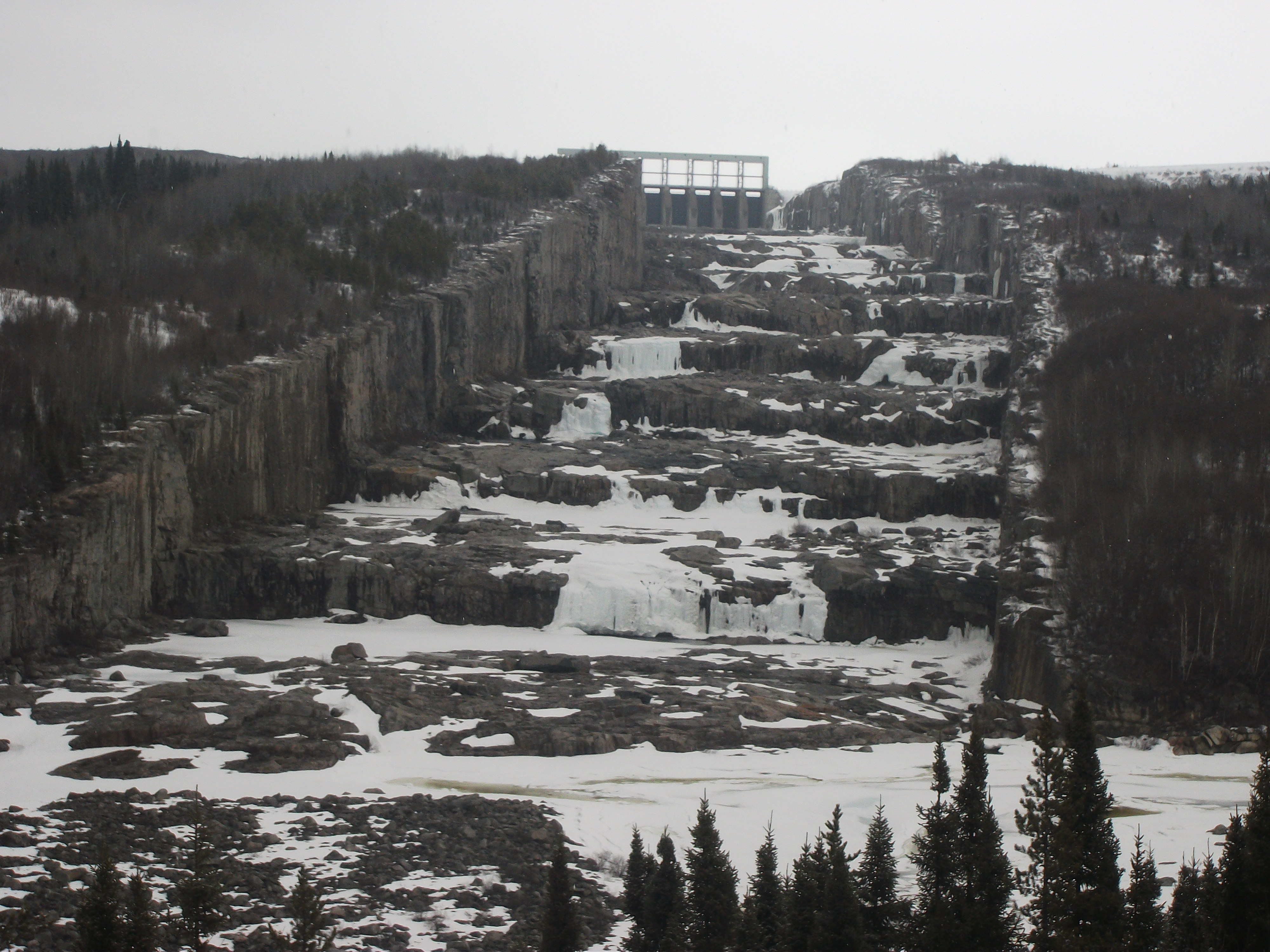
Évacuateur de crues (spillway)3

Les 29 digues sont de dimensions extrêmement variées. Certaines sont très courtes, comme la D-26B (82 m) ou la D-13 (90 m) alors que d'autres peuvent s'allonger sur des kilomètres, comme D-20 qui s'étire sur 6 052 m. Certains ouvrages constituent de véritables barrages, au sens prescrit par la Commission internationale des grands barrages,.
| Groupe d'ouvrages                     | Longueur en crête (m) | Hauteur max. (m) | Largeur (m) | Excavation (m³) | Remblai (m³) |
| ------------------------------------- | --------------------- | ---------------- | ----------- | --------------- | ------------ |
| Barrage, digues annexes et bâtardeaux | 5 278                 | 13-50            | 8-9         | 1 361 000       | 26 274 000   |
| dont barrage                          | 2 836                 | 162              | 9           | 1 115 000       | 23 192 000   |
| Digues du bief amont                  | 9 018                 | 5-66             | 7,6         | 2 176 000       | 11 482 000   |
| Digues Duncan                         | 13 675                | 4-52             | 7,6-13,7    | 1 884 000       | 12 070 000   |
| Total                                 | 27 971                |                  |             | 5 421 000       | 49 826 000   |

### Réservoir

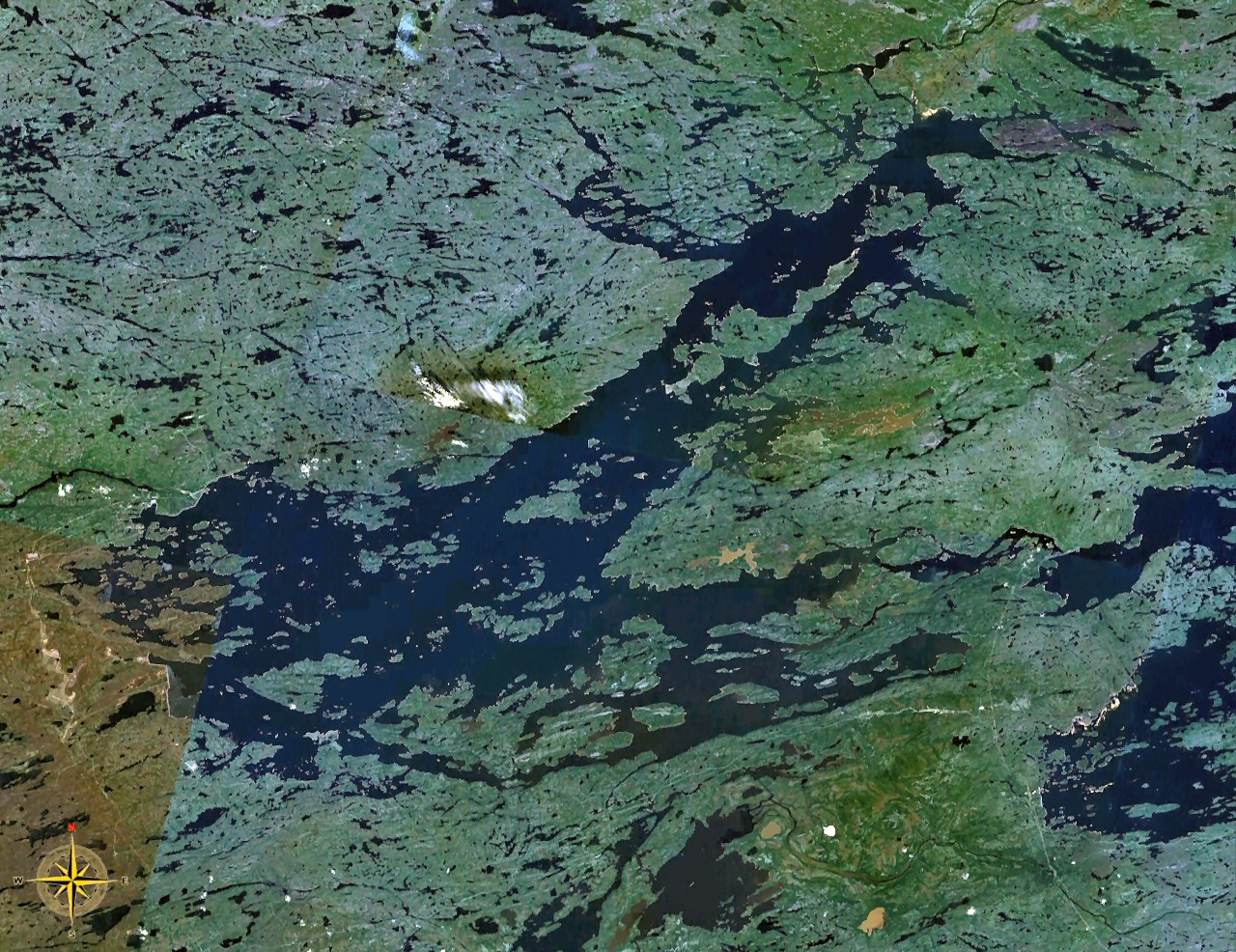
Le réservoir Robert-Bourassa, vu de l'espace.

D'une superficie de 2 835 km2 — supérieure à celle du Luxembourg  —, le réservoir Robert-Bourassa est un immense plan d'eau artificiel qui alimente les deux centrales du complexe. Il est alimenté par le bassin versant intermédiaire de La Grande-2, d'une superficie de 32 480 km2. Le réservoir reçoit aussi les apports des autres aménagements réalisés en amont dans le cadre du projet de la Baie James, comme le réservoir de Caniapiscau et le détournement EOL (Eastmain-Opinaca-La Grande).
Le réservoir, d'un volume total de 61,4 milliards de m3, entrepose une réserve utile de 19,365 milliards de m3. Cette immense mer d'eau douce est habitée par une faune marine diversifiée.
Le remplissage du réservoir a débuté le 27 novembre 1978 et a duré plus d'une année. Au départ, la montée des eaux est très rapide : 43 m au cours de la première semaine, dont 15 m le premier jour. Le niveau minimum d'exploitation de 167,6 m a été atteint le 2 septembre 1979. Le réservoir a atteint la cote maximale normale de 175,3 m pour la première fois en décembre de la même année.

### Station de pompage Desaulniers
La construction des digues Duncan a compromis l'écoulement normal du sous-bassin de la rivière Desaulniers, un cours d'eau situé au sud-est de l'aménagement. La rivière se déversait  dans un lac à l'élévation de 143,3 m, soit 32,0 m de moins que le niveau maximal d'exploitation du réservoir de l'autre côté de la digue D-20.
Afin d'éviter l'inondation d'une superficie supplémentaire de 30 km2 et de préserver le lac Dessaulniers à son état naturel, les concepteurs ont choisi de contrôler le niveau du plan d'eau en installant une station de pompage qui évacue le trop-plein du sous-bassin — d'une superficie de 160 km2 et un module de 2,8 m3/s — dans le réservoir Robert-Bourassa.
Mise en service en juin 1977, la station de pompage Dessaulniers est équipée de quatre pompes, d'une capacité de 1,7 m3/s chacune sous une hauteur de refoulement de 54,3 m. Les pompes sont entraînées par des moteurs de 1 120 kW. Pendant les premiers mois, la station de pompage a permis d'assécher le lit de la rivière, facilitant la construction de la digue D-20.

### Évacuateur de crues

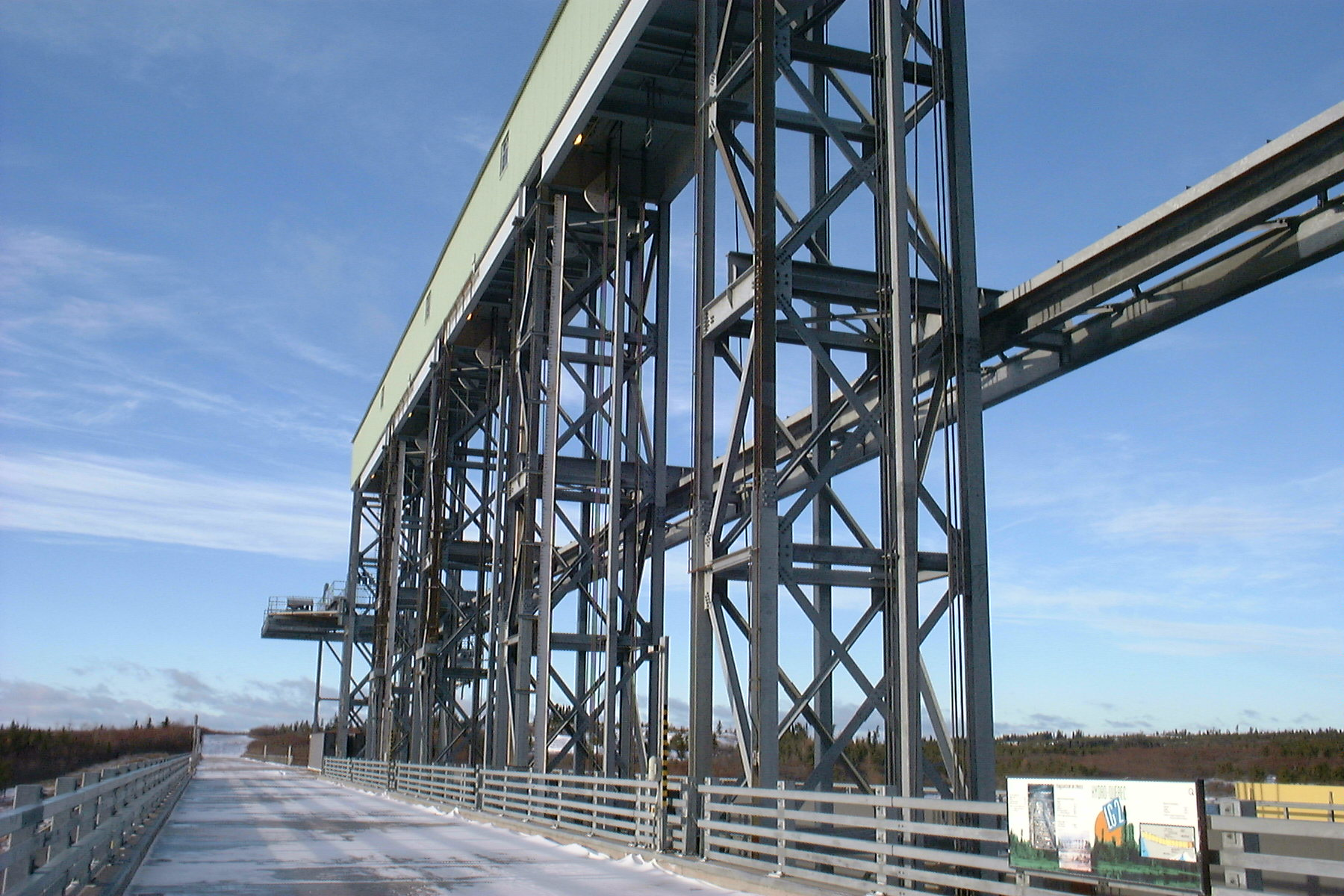
Les vannes wagon de l'évacuateur de crues.

L'évacuateur de crues est aménagé près de l'extrémité nord du barrage principal et s'intègre dans la digue D-4. Il est constitué d'une structure de béton d'un bassin de dissipation et d'un canal de restitution en cascades. D'une capacité de   17 600 m3/s, l'évacuateur comporte 8 passes de 12,2 m de largeur séparées par sept piliers de 4,3 m d'épaisseur. Des vannes wagon manœuvrées par des treuils à câbles servent à contrôler les déversements. Quatre des vannes sont chauffées.
Une fois déversée, l'énergie cinétique de l'eau est dissipée dans un bassin de 135 m par 122 m, situé au pied de la structure de contrôle. L'eau poursuit sa course jusqu'à la rivière sur une dénivellation de 110 m dans le canal de restitution. Long de 1 500 m, le canal comporte 11 paliers dont la longueur varie de 127 à 200 m. Les paliers sont reliés par 10 marches, hautes de 9,1 à 12,2 m. Sa course est déviée de 15° par deux courbes et l'aération de la lame d'eau s'effectue grâce à des surexcavations latérales.
La vitesse d'écoulement augmente graduellement au cours de la descente. Limitée à 11 m/s grâce au bassin de dissipation, elle atteint 22 m/s sur les derniers paliers.

### Centrale Robert-Bourassa

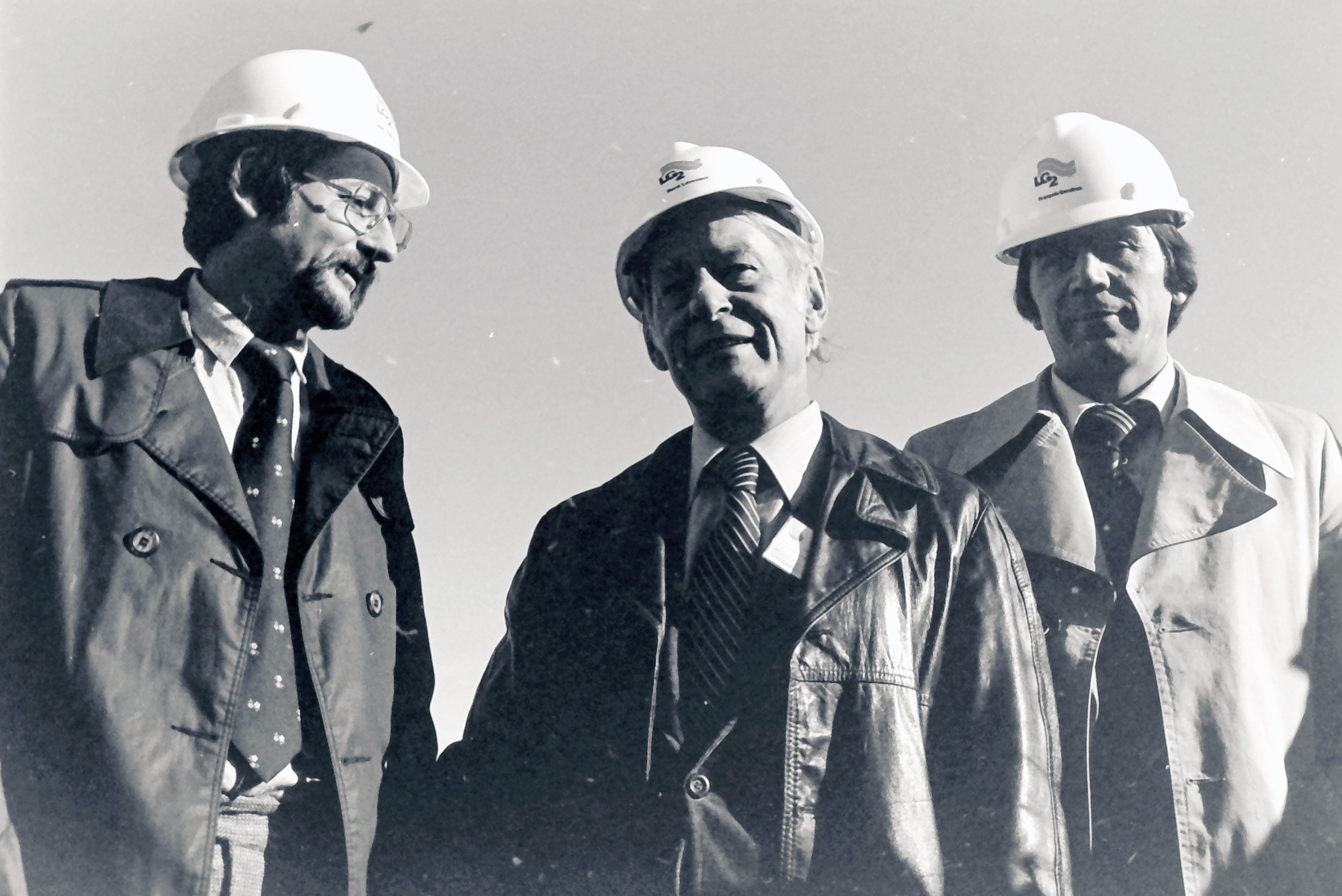
René Lévesque lors de l'inauguration de la centrale de LG2 le 27 octobre 1979. À gauche, Jean-Paul Bordeleau et à droite, François Gendron.

La centrale Robert-Bourassa, anciennement nommée centrale La Grande-2 ou LG2, est une centrale hydroélectrique souterraine construite au PK 112, à environ 6 km en aval du barrage. Avec une puissance installée de 5 616 mégawatts, cette centrale est la plus puissante du réseau d'Hydro-Québec. C'est aussi la plus grande centrale hydroélectrique souterraine au monde. Elle a été inaugurée le 27 octobre 1979 à 15 h 35 par le premier ministre du Québec René Lévesque, en présence de 3 000 invités,.
Les installations de production d'énergie sont regroupées sous terre entre l'ouvrage de prise d'eau et la restitution en rivière. Le complexe souterrain, qui comprend une galerie de service, la salle des machines et une chambre d'équilibre, ont nécessité l'excavation de 2,35 millions de m3 de roc. Les concepteurs ont profité d'une dépression naturelle parallèle à la rivière pour récupérer une chute additionnelle de 7 m. 

La conception de la centrale a été confiée à la firme Rousseau, Sauvé, Warren. Contrairement aux autres centrales du projet de la Baie James, les plans de La Grande-2 ont utilisé les unités de mesure impériales plutôt que le Système international d'unités, auquel le Canada s'est converti au cours des années 1970.

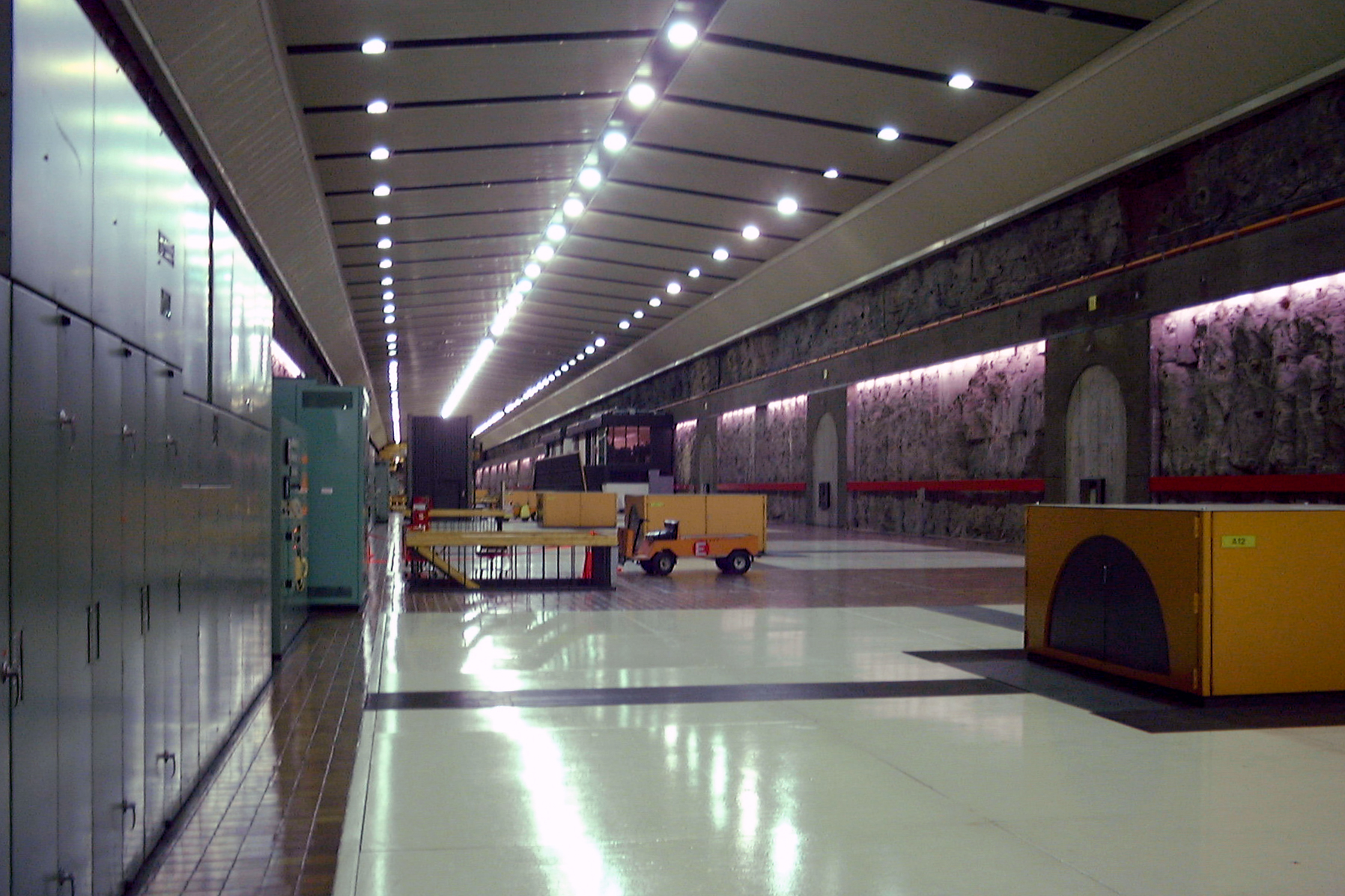
Une vue de l'intérieur de la centrale Robert-Bourassa.

On accède au complexe souterrain par un ascenseur ou par un tunnel qui conduit à l'extrémité est de la centrale. La centrale Robert-Bourassa abrite 16 turbines Francis, réparties en deux ensembles de huit chacune et séparés par une aire de montage, des ateliers, le bloc de commande ainsi que des puits d'ascenseur et de ventilation. 
Les groupes turbines-alternateurs ont été construits par deux partenaires de la SEBJ. Les groupes 1, 3, 5, 7, 10, 12, 14 et 16 ont été construits par Marine Industries Limitée, alors que les groupes 2, 4, 6, 8, 9, 11, 13 et 15 proviennent de la Compagnie Générale Électrique du Canada pour les alternateurs et de sa filiale Ateliers d'Ingénierie Dominion Ltée pour les turbines. Les groupes des deux fournisseurs possèdent des caractéristiques parfois différentes. Ainsi, les roues de turbine fabriquées par MIL sont plus légères — 96 t plutôt que 111 — et comportent 15 aubes plutôt que 11 pour celles d'AIDL.
Lors de la mise en service de la centrale, chaque turbine développait une puissance nominale de 339 mégawatts sous une chute nette de 137 m. Les turbines tournent à une vitesse synchrone de 133,33 tours par minute. La puissance nominale des alternateurs, fixée à 370 MVA, est portée à 390 MVA en saison hivernale.
|                                   | Excavation de mort-terrain (m³) | Excavation de roc (m³) | Bétonnage (m³) | Acier d'armature (kg) |
| --------------------------------- | ------------------------------- | ---------------------- | -------------- | --------------------- |
| Canal d'amenée                    | 78 000                          | 552 000                |                |                       |
| Prise d'eau                       | (inclus au canal d'amenée)      | 183 000                | 81 500         | 4 200 000             |
| Conduites forcées                 |                                 | 190 000                | 55 000         | 960 000               |
| Galerie de service et puits       |                                 | 101 000                | 3 500          | 25 000                |
| Galerie d'accès                   | 21 000                          | 175 000                | 2 500          | 3 000                 |
| Poste de transformation           | 417 000                         | 530 000                | 19 000         | 711 000               |
| Salle des machines et aspirateurs |                                 | 454 000                | 127 000        | 5 951 000             |
| Chambre d'équilibre               |                                 | 371 000                | 12 000         | 550 000               |
| Galeries de fuite                 | 608 000                         | 1 370 000              | 500            |                       |
| Canal de fuite                    | 114 000                         | 179 000                |                |                       |
| Total                             | 1 238 000                       | 4 105 000              | 301 000        | 12 400 000            |

### Centrale La Grande-2-A
La centrale La Grande-2-A, d'une puissance installée de 2 106 mégawatts, est aménagée sur le site de l'aménagement Robert-Bourassa. Elle a été construite dans le cadre de la phase 2 du projet de la Baie James, avec les centrales La Grande-1 (1 436 MW), Laforge-1 (878 MW), Laforge-2 (319 MW) et Brisay (469 MW). La centrale occupe le quatrième rang en termes de puissance installée parmi les centrales d'Hydro-Québec. Elle a été inaugurée le 1er octobre 1991 avec la mise en service du groupe 21.
Elle constitue un suréquipement, c'est-à-dire que la centrale augmente la puissance installée d'un aménagement existant, ce qui permet d'en améliorer la flexibilité opérationnelle en échange d'une certaine réduction du facteur d'utilisation annuel. Dans le cas de l'aménagement Robert-Bourassa, le facteur d'utilisation passe ainsi de 80 à 60 % lors de la mise en service seconde centrale.
Les travaux de construction à La Grande-2-A ont débuté en 1987, pour se terminer en 1992. Érigée sur un site à environ 1 km au sud de la centrale Robert-Bourassa, LG-2-A est creusée à même le roc du Bouclier canadien, à une profondeur de 137 m. Plus de 5 000 travailleurs ont œuvré au chantier et les femmes formaient environ 10 pour cent des effectifs.
Les travaux d'excavation de la galerie d'accès et de la caverne dans laquelle sont installés les groupes ont duré plus de 2 ans et se sont terminés en novembre 1989. Les opérations ont permis d'excaver 180 300 m3 de roc pour créer une galerie de 223 m par 22 m et haute de 46 m. 
Le creusage de la caverne abritant la centrale, des conduites forcées et des galeries d'accès a été effectué principalement par dynamitages, mais d'autres techniques, comme l'utilisation du Jumbo, une « pieuvre géante munie de plusieurs tentacules hydrauliques » et le forage manuel au moyen de marteaux pneumatiques, relevaient davantage des techniques minières.
La construction de la centrale dans une caverne de roc n'est pas la seule caractéristique communes aux deux centrales, qui partagent les autres infrastructures du complexe. Elle compte 6 turbines Francis qui fournissaient chacune 339 MW, pour une puissance installée initiale de 1 998 MW. Les groupes turbines-alternateurs de 1 733 tonnes et hauts de 21,36 m ont été fabriqués par GEC-Alsthom, anciennement connue sous le nom de MIL Tracy, qui avait fourni huit groupes à La Grande-2. La fabrication et le montage des six groupes de LG-2-A a coûté la somme de 106,5 millions $.
L'évolution des techniques de fabrication et l'expérience acquise au cours de la première phase a toutefois permis de réduire la masse des différentes composantes électromécaniques. Par exemple, le poids de l'arbre des turbines est passé de 82 t à LG-2 à 40 tonnes pour LG-2-A, en raison des recherches sur la résistance des matériaux qui ont permis de fabriquer des arbres creux. Par ailleurs, la vitesse de rotation des turbines Francis est légèrement plus rapide (150 tours par minute) que pour celles de la centrale voisine (133,33 tours par minute). 
L'utilisation de l'hexafluorure de soufre (SF6) a permis d'installer les transformateurs de puissance à l'abri des intempéries, dans une grotte attenante à la centrale. La tension élevée de 13,8 kV à 315 kV, est acheminée au réseau de transport en surface par des barres blindées en aluminium qui contiennent du SF6.

## Construction
Les travaux de construction de l'aménagement se sont poursuivis du début de 1973 à la fin de 1981. Selon l'échéancier initial, la centrale LG-2 devait fournir ses premiers kilowatts à compter de la mi-février 1980. Les premières années du chantier ont toutefois été ponctués par plusieurs interruptions du travail.
En août 1973, un feu de forêt menace le campement pendant une semaine. Quelques mois plus tard, le 15 novembre 1973, le juge Albert Malouf de la Cour supérieure du Québec accueille une requête d'injonction interlocutoire présentée par les Cris du Nord du Québec. La décision sera renversée en appel huit jours plus tard. En mars 1974, le « saccage de la Baie-James » ferme le chantier pendant 51 jours.
La découverte d'une marmite géante dans le lit de la rivière, une fuite au batardeau aval et une grève des travailleurs de la construction ralentiront les travaux en 1975 et 1976. Le retard de plusieurs mois sont rattrapés au cours de l'année 1977 grâce à la mobilisation d'équipement supplémentaire et à l'amélioration du rendement des entrepreneurs.
Ce renversement de la situation tombe à point nommé pour les responsables d'Hydro-Québec qui craignent que des retards dans la construction de la centrale nucléaire Gentilly-2 puissent compromettre la capacité d'Hydro-Québec à répondre à la pointe de la demande durant l'hiver 1979-1980. Ces craintes ont été levées avec la mise en service de trois groupes à LG-2 pendant l'automne 1979. Les autres groupes ont été mis en service de manière graduelle jusqu'à la fin de 1981.

### Logistique
En janvier 1973, bien peu de choses sont en place sur le site du futur aménagement hydroélectrique. Un camp d'exploration est érigé sur le bord de la Grande Rivière. Il est composé de deux bâtiments en contreplaqué abritant la cuisine et le lavoir, entouré de tentes de toile munies de poêles au mazout. Chacune de ces tentes accueillent six personnes.
En attendant la route, la Société d'énergie de la Baie James doit se résoudre à mettre en place un pont aérien afin d'accélérer la mobilisation sur le chantier. La SEBJ fait notamment l'acquisition aux Philippines d'un avion de transport Lockheed L-100-20, version civile du C-130 Hercules, afin de transporter les biens nécessaire au début des travaux, dont des roulottes pour les campements, des vivres, de la machinerie lourde ainsi qu'une grande quantité de carburant. Le Hercules, immatriculé CF-DSX et nommé Énergie, effectuera plus de 11 000 heures de vol en 7 ans avant d'être vendu à une compagnie minière canadienne en 1980. Au total, Énergie et les autres avions nolisés par la SEBJ ont effectué 17 500 heures de vol et livré 180 000 tonnes de marchandises sur l'ensemble des chantiers de la Phase I entre 1973 et 1979.
L'inauguration de la route, en 1974 viendra faciliter l'approvisionnement du chantier, bien que l'avion demeure toutefois le moyen privilégié de déplacer les travailleurs entre le sud du Québec et le site de la Grande Rivière. La liaison entre l'aéroport La Grande, situé à 30 km au sud du chantier, et les principaux aéroports du Québec, ceux de Montréal, de Québec, de Val d'Or et de Bagotville, était assurée par des opérateurs commerciaux qui ont transporté 705 000 passagers entre 1974 et 1985.

### Relations de travail
La construction de l'aménagement Robert-Bourassa a donné lieu à de nombreux conflits de travail, dont le plus célèbre reste sans doute le saccage du 21 mars 1974, mieux connu sous le nom de saccage de la Baie James. Au cours de l'hiver 1974, une campagne de maraudage provoque des tensions sur le chantier de La Grande-2. Quelques heures après le début d'un conflit de travail sur le chantier isolé, un représentant syndical de l'Union des opérateurs de machinerie lourde (local 791), Yvon Duhamel, détruit une roulotte et un dortoir au volant d'un bulldozer, coupe les conduites d'eau, renverse les trois génératrices au campement des travailleurs et provoque un incendie en renversant des réservoirs de carburant.
La destruction du campement force la SEBJ à évacuer le chantier. Des avions sont nolisés pour rapatrier les travailleurs à Val-d'Or, Matagami et Montréal dans les 48 heures. Environ 70 cadres restent sur place afin de limiter les dégâts. Ils maîtrisent les incendies et vidangent les conduites d'eau qui risquent de geler par des températures de −30 °C. Une des génératrices, essentielles au chauffage du campement, est remise en état après 36 heures de travail. Les travaux de remise en état du site prendront plus d'un mois. Le chantier sera rouvert le 8 mai 1974, 55 jours après les événements. 
Les événements de mars 1974 ont provoqué l'institution d'une Commission d'enquête sur l'exercice de la liberté syndicale dans l'industrie de la construction. Aussi connue sous le nom de commission Cliche, elle était formée du juge Robert Cliche et des commissaires Brian Mulroney et Guy Chevrette. 
Des mesures de sécurité strictes ont ensuite été mises en place, incluant la présence permanente d'agents de la Sûreté du Québec, ainsi qu'un contrôle draconien des entrées et sorties des personnes. Les événements de mars obligent aussi la SEBJ à reporter de six mois la dérivation de La Grande Rivière. 
Outre le saccage de 1974, la construction de l'aménagement hydroélectrique a donné lieu à au moins un conflit de travail important par année, à l'exception de 1977. Ainsi, 90 policiers à l'emploi de la municipalité de la Baie James débrayent pendant un mois et demi en 1975. En 1976, 3 000 travailleurs de la construction font la grève pendant un mois ; en 1978, les gardiens de la municipalité font grève (six mois) ; en 1979, les employés de service de la SEBJ (3 mois) alors qu'en 1980, c'est au tour des employés des cuisines et des cafétérias (un mois). 
Entre 1975 et 1980, la moyenne des jours perdus par les travailleurs de la construction en raison d'arrêts de travail se situait à 3,6 % selon une compilation de l'Association canadienne de la construction, qui soutient que la fréquence se compare à la moyenne québécoise de l'époque.

### Coûts des travaux
Le coût des travaux effectués à l'aménagement Robert-Bourassa dans le cadre de la phase I du projet de la Baie James se sont élevés à 3 807 millions $. Les travaux de génie civil — les barrages, digues, la centrale LG-2 et les autres structures — comptent pour 28 % des coûts pour un total de 1 065 millions $. La facture des équipements électromécaniques s'est élevée à 353 millions $. 
Les infrastructures du chantier — route, aéroport, l'hébergement des travailleurs — ont entraîné des dépenses de 670 millions, l'ingénierie et la gérance du chantier ont coûté 314 millions, alors que les activités générales d'exploration, de transport, d'environnement, de télécommunications ainsi que les compensations directes versées aux autochtones se sont élevées à 249 millions.
Les taux d'intérêt très élevés exigés pour les obligations émises vers la fin des années 1970 ont eu un impact significatif sur l'augmentation des coûts de réalisation de la première phase du projet. Ainsi, Hydro-Québec a comptabilisé une somme de 1,156 milliard $ à titre d'intérêts versés durant la construction.
Profitant des études d'avant-projet, des infrastructures et des ouvrages de génie civil réalisés dans le cadre de la première phase, la construction de la centrale La Grande-2-A a pu être menée à terme avec un budget total de 1 066 millions $ —incluant les intérêts durant la construction de 224 millions $ —, pour un coût unitaire de 534 $/kW, largement inférieur au coût moyen de la deuxième phase du complexe La Grande (1 402 $/kW).

## Exploitation

### Production d'électricité
Les premières années d'exploitation de la centrale Robert-Bourassa ont été marquées par d'importants déversements tout au long de l'année 1980, suivis d'évacuations sporadiques jusqu'en 1987. Les années suivantes, la centrale atteint régulièrement son débit d'équipement de 4 300 m3/s en hiver. À compter de l'hiver 1992, la mise en service de la centrale La Grande-2-A — qui augmente le débit d'équipement du complexe à 5 920 m3/s —, permet d'augmenter les débits turbinés en saison hivernale.
Les modalités d'exploitation de l'aménagement prévoient qu'après les forts turbinages de l'hiver, la production de la centrale décroît à compter d'avril, afin de profiter de la crue printanière pour rétablir le réservoir à un niveau optimal, proche du niveau maximal d'exploitation de 175,3 m. Les débits journaliers moyens en été et en automne varient entre 1 500 et 3 500 m3/s. 
La mise en service de l'aménagement La Grande-1 en 1994-1995 ajoute une variable à l'équation, puisque la centrale installée en aval dispose d'un réservoir d'une capacité réduite. Puisque les apports du sous-bassin versant de La Grande-1 sont marginaux — le module du sous-bassin est de 30 m3/s —, la somme des débits turbinés à Robert-Bourassa et La Grande-2-A devra être turbinée sans délai à LG-1, rendant indissociable l'exploitation conjointe des deux sites.
La mise en service de la dérivation partielle de la rivière Rupert en 2009 n'entraîne pas de conséquence négative en ce qui concerne l'aménagement Robert-Bourassa, puisque les grands réservoirs du Complexe La Grande pouvant facilement absorber les débits supplémentaires dérivés dans le cadre du projet Eastmain-1-A–Sarcelle–Rupert de la fin des années 2000. Les volumes additionnels augmenteront plutôt le facteur d'utilisation des centrales Robert-Bourassa, LG-2-A et LG-1 de 57 à 63 %.

### Relations avec les autochtones
Les premières années de coexistence sur le terrain entre les travailleurs montés du Sud et les populations autochtones de la baie James sont houleuses. Inquiets des conséquences sociales et environnementales du projet sur le mode de vie, les communautés cries s'unissent et décident de porter l'affaire devant les tribunaux. À la fin de 1972, ils présentent une requête en injonction interlocutoire pour déclarer ultra vires la Loi 50, qui crée la SDBJ et autorise le projet de la Baie James.
Le 15 novembre 1973 à 15 h, le juge Albert Malouf de la Cour supérieure du Québec rend public son jugement qui transforme véritablement le rapport de force des résidents Cris. Le jugement Kanatewat et al. c. Société de développement de la Baie James et al. ordonne l'arrêt immédiat de tous les travaux de construction reliés au complexe La Grande, y compris l'aménagement des campements, la construction de la route et celle de la dérivation provisoire. 
Le jugement Malouf sème une confusion décuplée par les effets des conditions climatiques dans le nord du Québec. Une tempête de neige a provoqué une panne du réseau de télécommunications à 160 km au sud de LG-2, ce qui complique la tâche des responsables. Selon le rapport officiel, les travaux ont finalement été interrompus à 13 h le 16 novembre. Près de 4 000 travailleurs œuvrant pour une trentaine de contracteurs sont payés à attendre de nouveaux ordres. 
La cause est immédiatement portée en appel par le gouvernement et Hydro-Québec et le 22 novembre 1973, la Cour d'appel suspend l'application du jugement de première instance. Le tribunal d'appel cassera définitivement la décision Malouf dans un jugement rendu le 21 novembre 1974. 
Réélu avec une majorité écrasante lors de l'élection générale du 29 octobre, le gouvernement Bourassa doit toutefois réévaluer ses positions. Des négociations de deux ans entre aboutiront, le 11 novembre 1975, à la Convention de la Baie-James et du Nord québécois, paraphée par le Grand Conseil des Cris, la Northern Quebec Inuit Association, Hydro-Québec, la SEBJ, le gouvernement du Québec, la SDBJ et le gouvernement du Canada. La signature de la Convention « a permis la réalisation du projet dans un climat de paix sociale remarquable », conclura la SEBJ en 1987.

### Travaux de réhabilitation
Hydro-Québec a débuté en 2013 un programme de rénovation de la centrale construite quatre décennies plus tôt. Le programme, d'une durée de 16 ans, consiste notamment à remplacer les régulateurs de vitesse, les systèmes d’excitation et les roues de turbine. Ces travaux permettront d'augmenter la puissance installée de chacun des 16 groupes, qui pourront désormais produire 371 MW chacun, soit 20 MW de plus qu'à l'origine.

## Photos

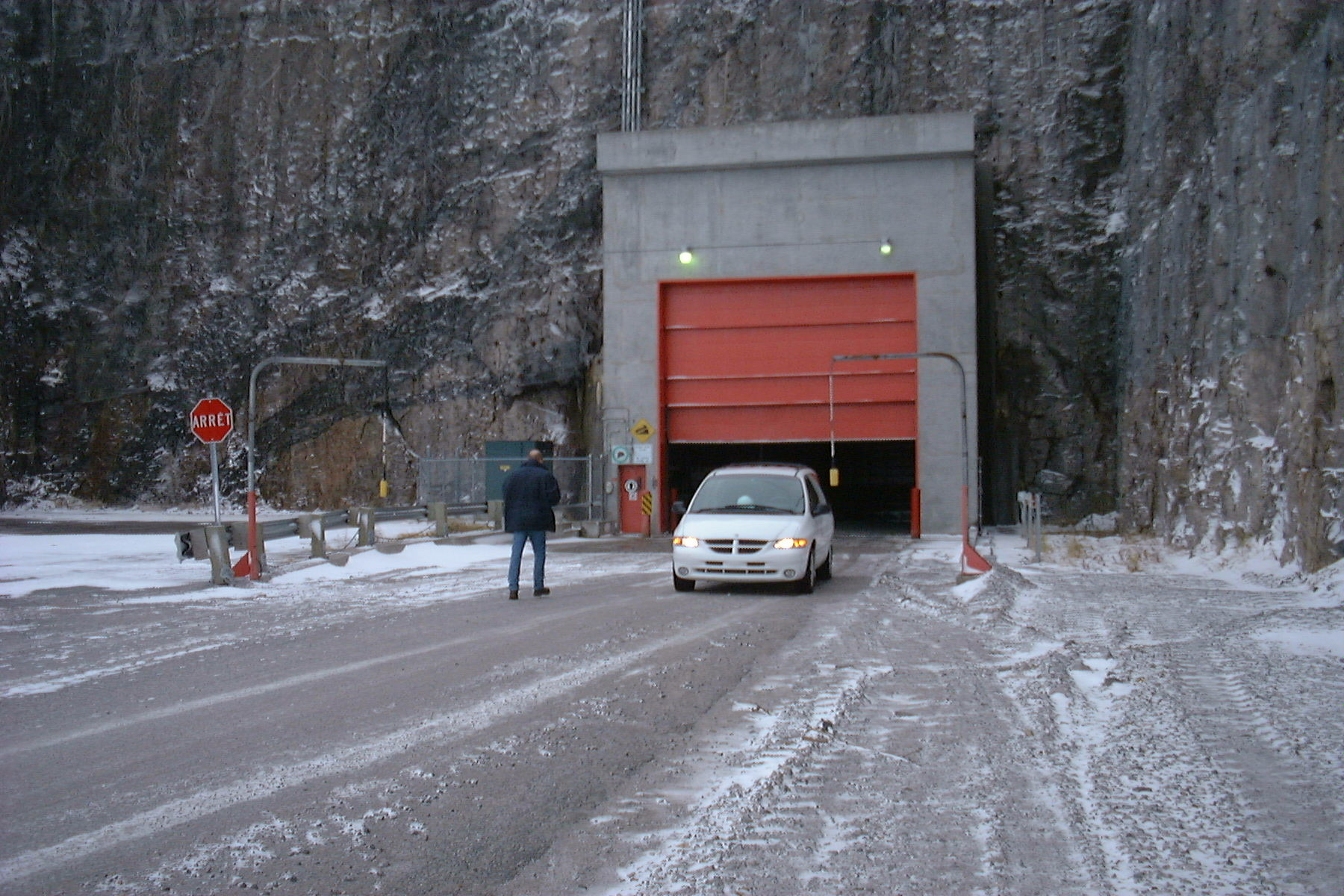
Entrée principale de la centrale souterraine
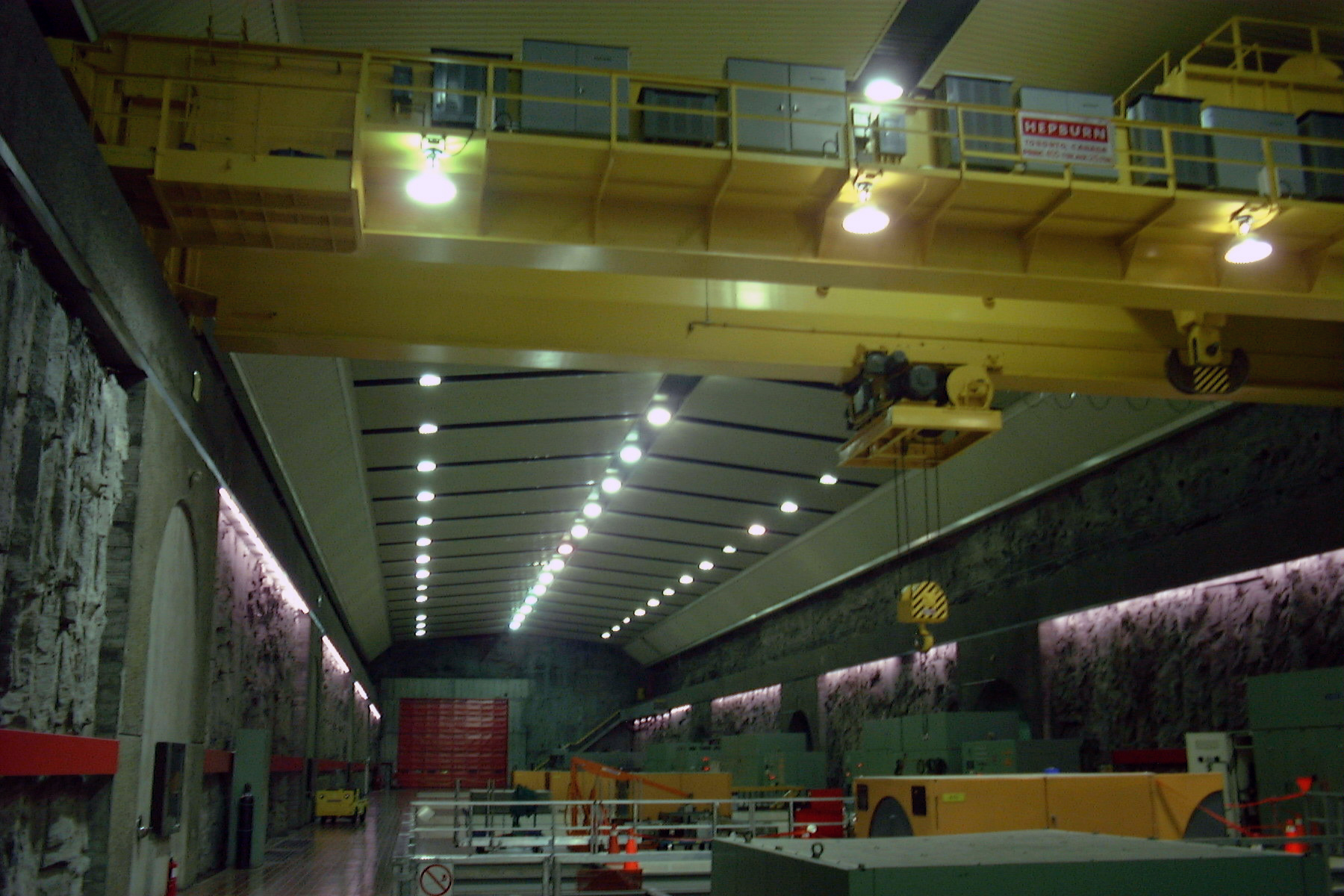
Le pont roulant à l'intérieur de la centrale
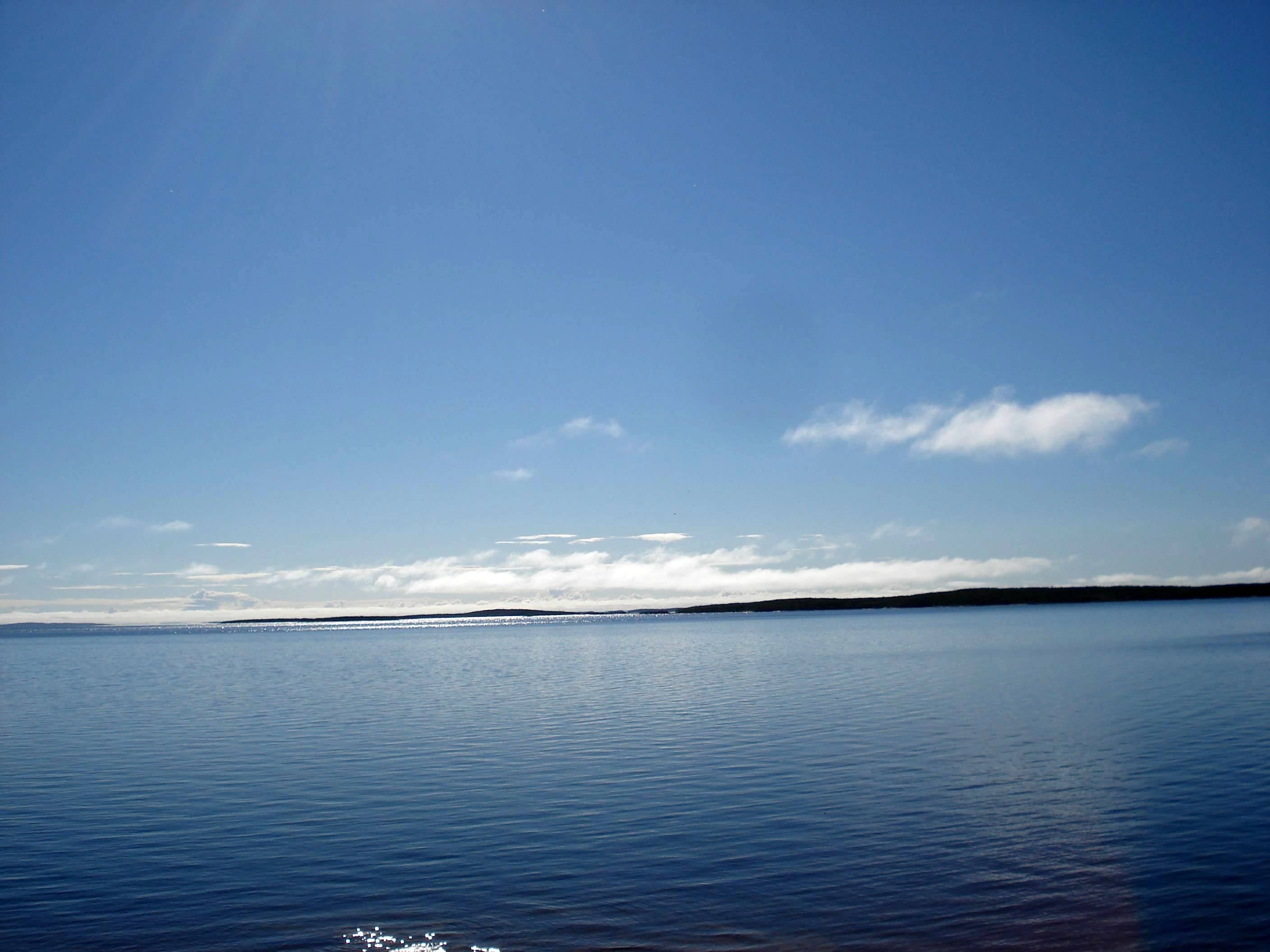
Le réservoir Robert-Bourassa, à proximité de la centrale Robert-Bourassa.
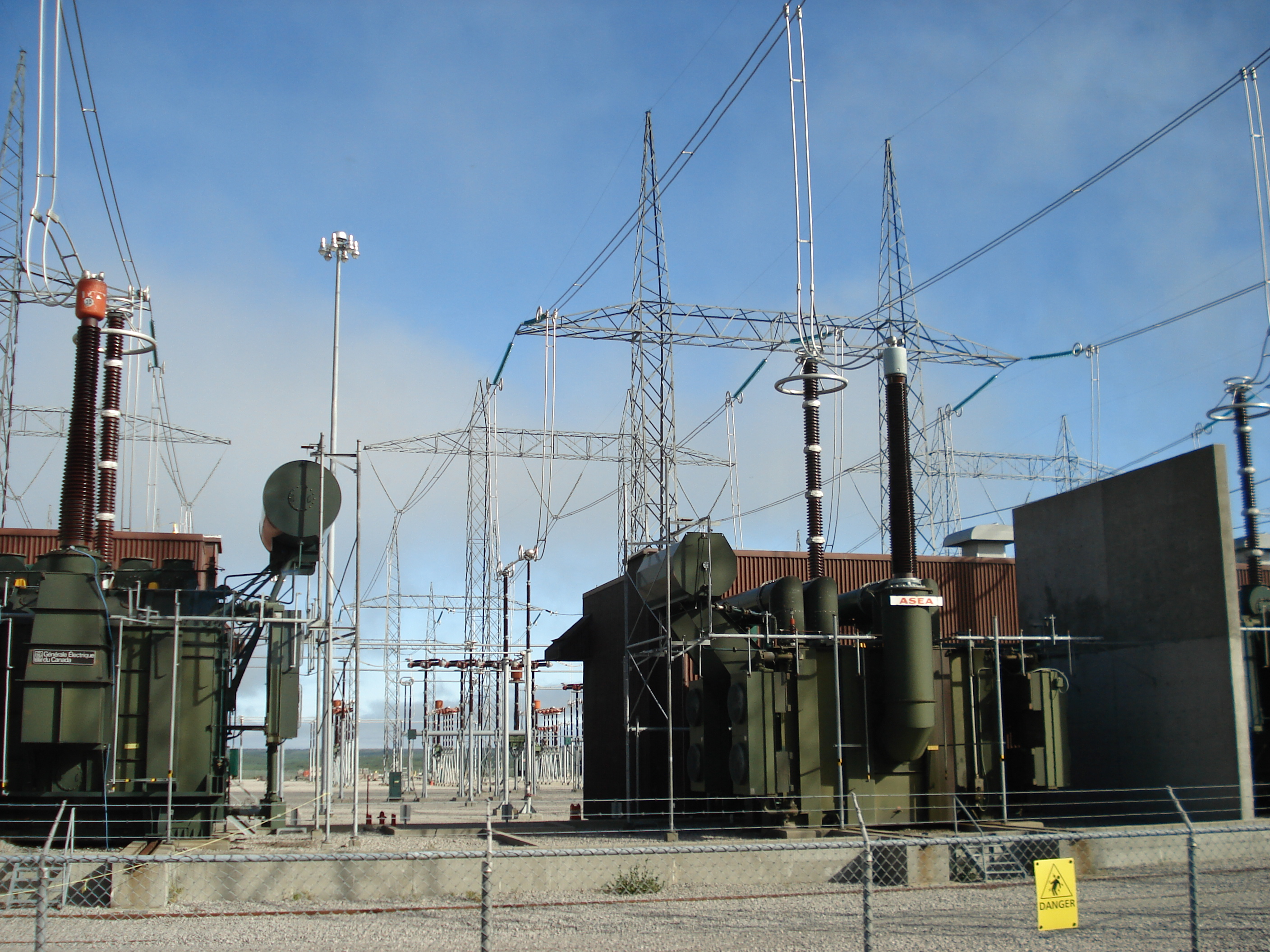
Transformateurs électriques à proximité de la centrale Robert-Bourassa.
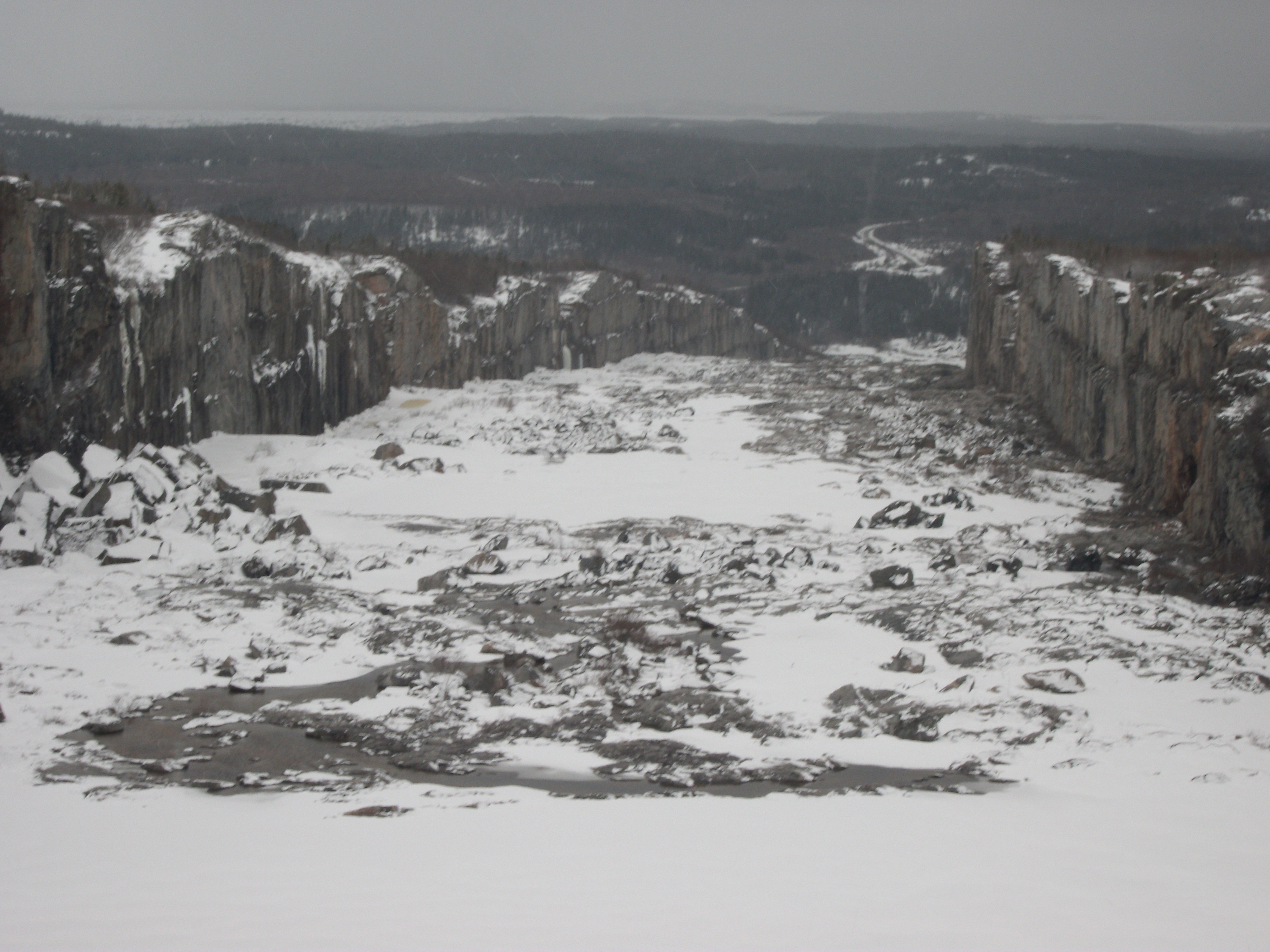
L'évacuateur de crues du barrage hydroélectrique Robert-Bourassa (LG2) vu de l'arrière.
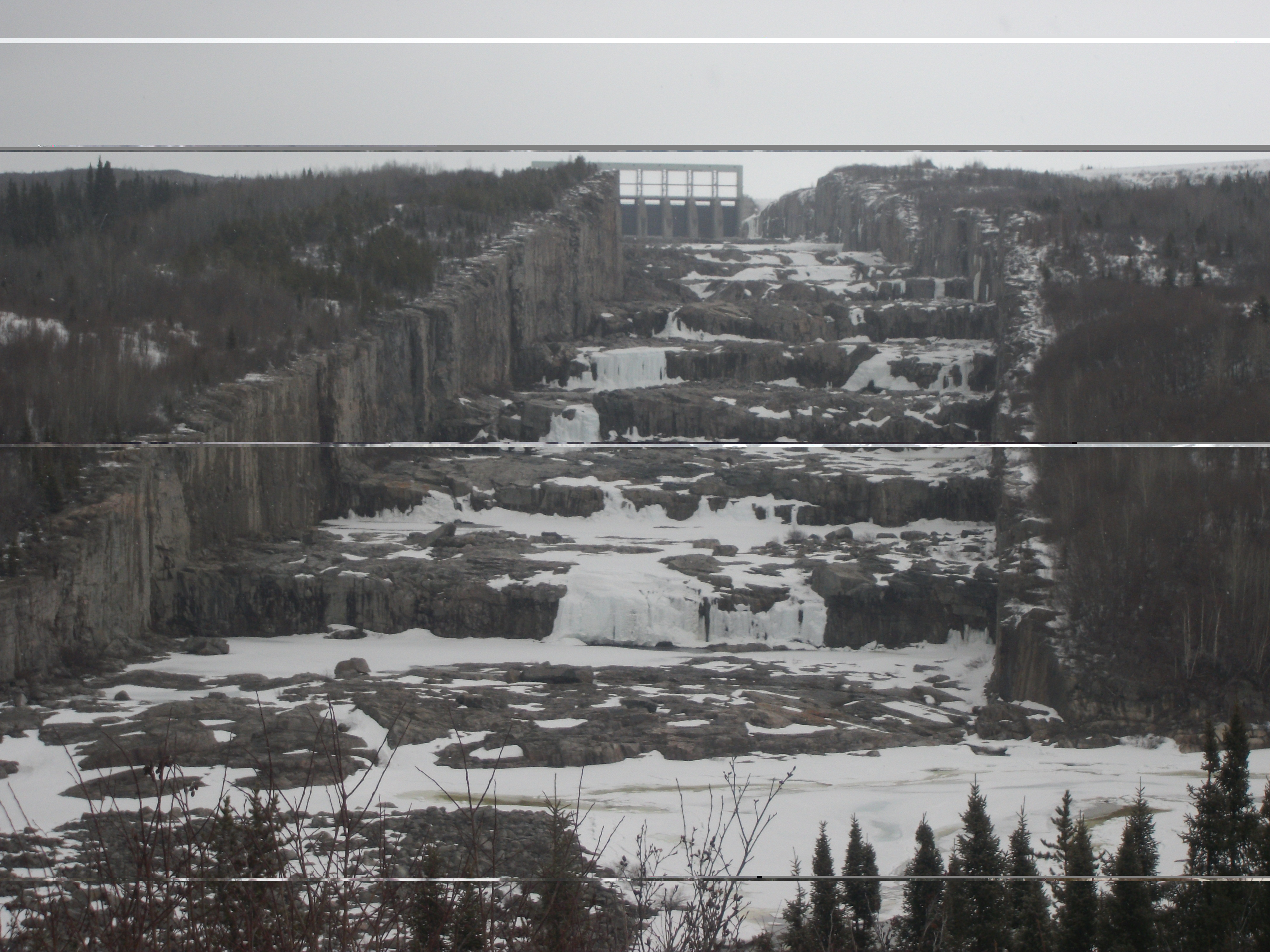
L'évacuateur de crues du barrage hydroélectrique Robert-Bourassa (LG2) à la Baie-James au Québec.
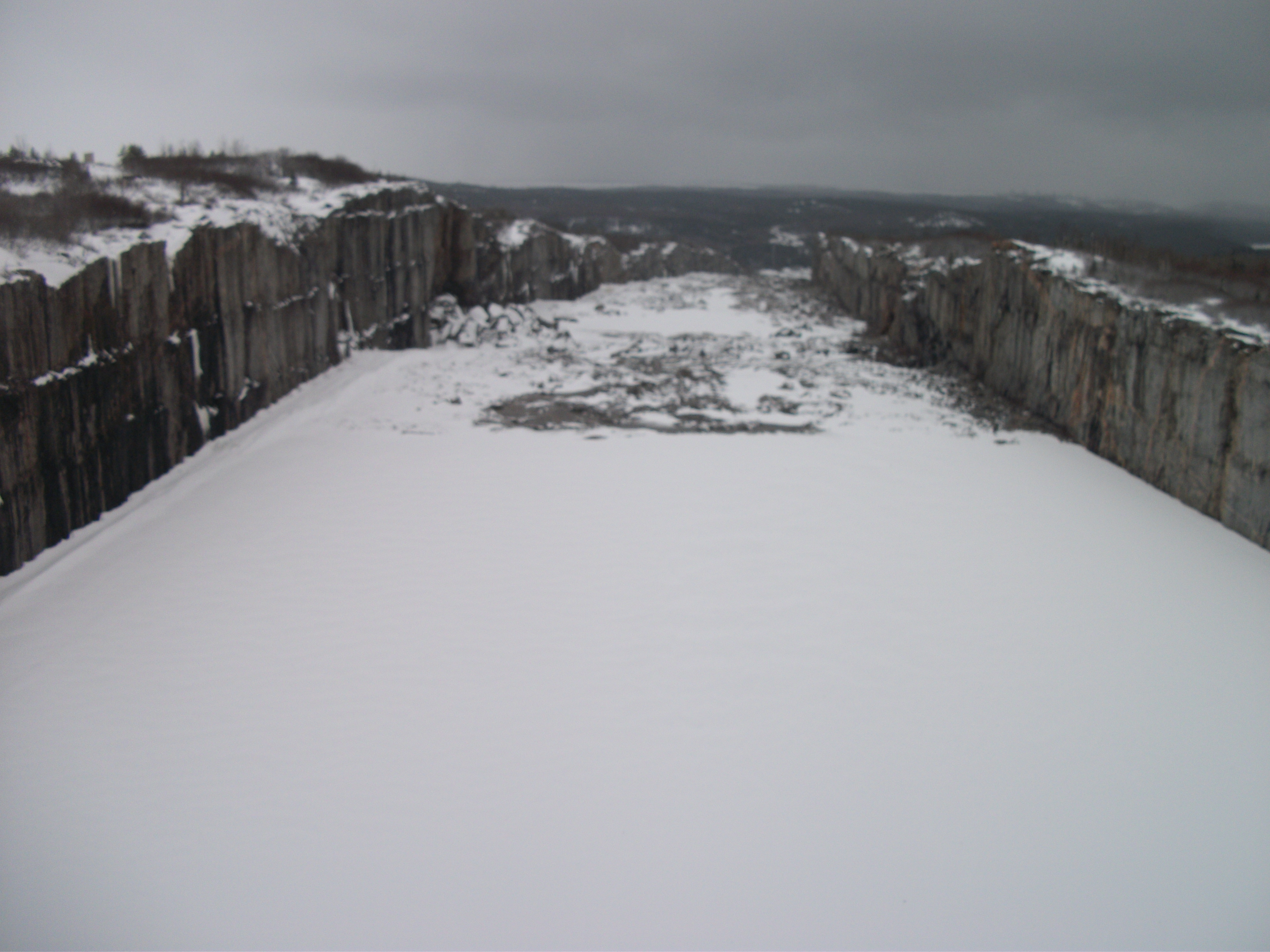
L'évacuateur de crues du barrage hydroélectrique Robert-Bourassa (LG2) vu de l'arrière.
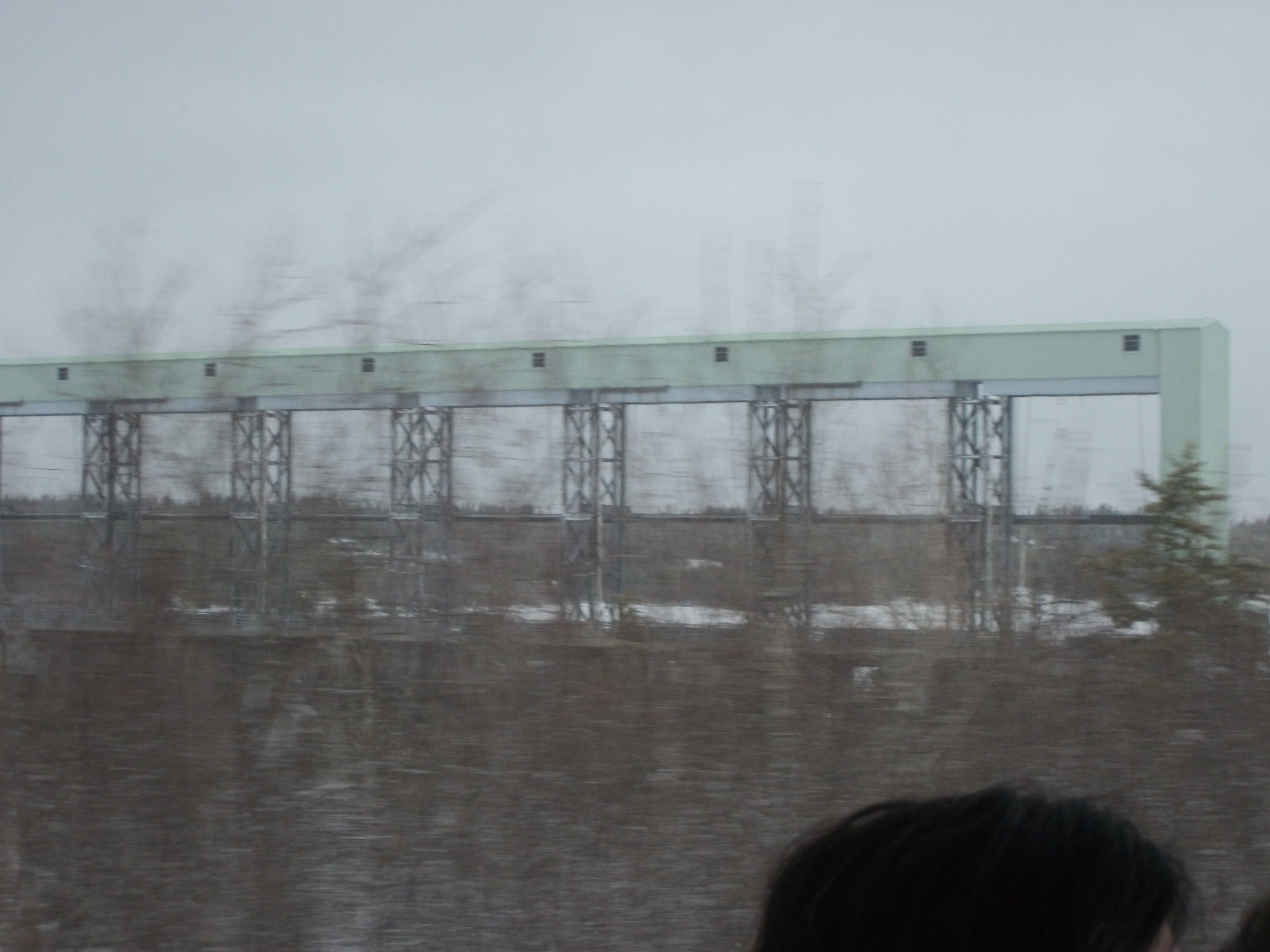
L'évacuateur de crues du barrage hydroélectrique Robert-Bourassa (LG2) de proche.